# California State Route 55
Die California State Route 55 (kurz CA 55 oder SR 55) ist eine in Nord-Süd-Richtung verlaufende State Route im US-Bundesstaat Kalifornien. Die 18 Meilen (30 km) lange Straße beginnt in Newport Beach und endet an der California State Route 91 in Anaheim. Sie wird auch als Costa Mesa Freeway bezeichnet. 
Die Straße ist Teil des California Freeway and Expressway Systems.

## Verlauf

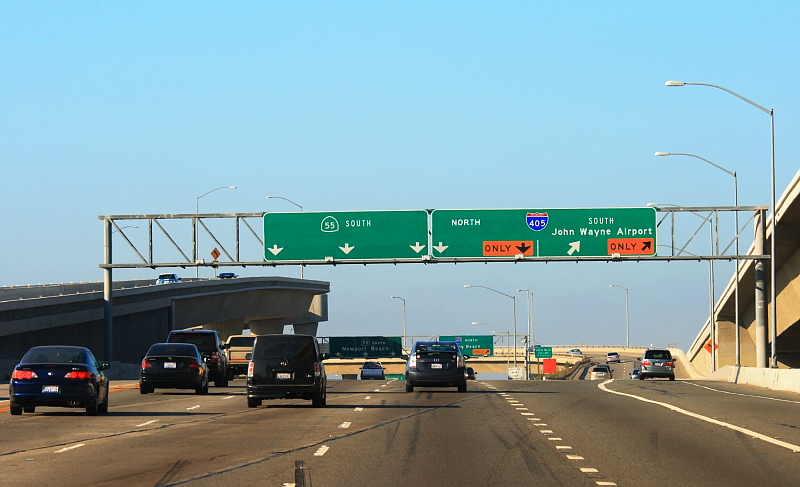
Die CA 55 nahe der Kreuzung mit der Interstate 405 in Costa Mesa.

Die California State Route 55 nimmt in der Küstenstadt Newport Beach nahe der Kreuzung mit der California State Route 1 (Pacific Coast Highway) ihren Anfang. Der südliche Abschnitt folgt dem Newport Boulevard bis zur Kreuzung mit der 17th Street in Costa Mesa. Bis zur 19th Street durchquert die Straße ein Gewerbegebiet. Dort verbreitert sich die CA 55 auf insgesamt acht Spuren und wird zum kreuzungsfreien Costa Mesa Freeway. Auf der restlichen Strecke bis zum nördlichen Endpunkt verläuft die Straße teilweise erhöht oder in Einschnitten. 
Die CA 55 ist eine stark befahrene Autobahn, die die nördliche Küstenregion des Orange County unter anderem mit der Interstate 405, der Interstate 5 und der California State Route 91 verknüpft. Während die I-405 den westlichen Teil der Greater Los Angeles Area erschließt, bildet die I-5 die wichtigste Nord-Süd-Magistrale im Bundesstaat Kalifornien. Die CA 91 hingegen stellt die Verbindung zur sogenannten Inland Empire-Region her. 
Durch die vielen Pendler ist die Verbindung oft überlastet. Täglich befahren durchschnittlich ca. 282.000 Autos und ca. 16.000 Lastwagen die Schnellstraße.

## Geschichte
Die Straße wurde ursprünglich 1931 gebaut und als State Route 43 bezeichnet. Sie führte über den heutigen Verlauf hinaus bis nach Riverside. Im Jahre 1951 wurde die Straße in California State Route 55 umgezeichnet und auf ihre jetzige Länge gestutzt. Die gesamte Strecke trug bis 1976 den Namen Newport Freeway, wurde dann aber in Costa Mesa Freeway umbenannt.
Die California State Route 55 war im Jahre 1985 der erste Freeway im Orange County, der HOV-Lanes erhielt. Ein weiterer Abschnitt mit HOV-Lanes zwischen Fair Drive und 19th Street wurde 1990 eröffnet. Im April 2007 gab die Orange County Transportation Authority (OCTA) eine Studie über eine Verbreiterung der Strecke bis zur 17th Street in Auftrag.